# Apostasi

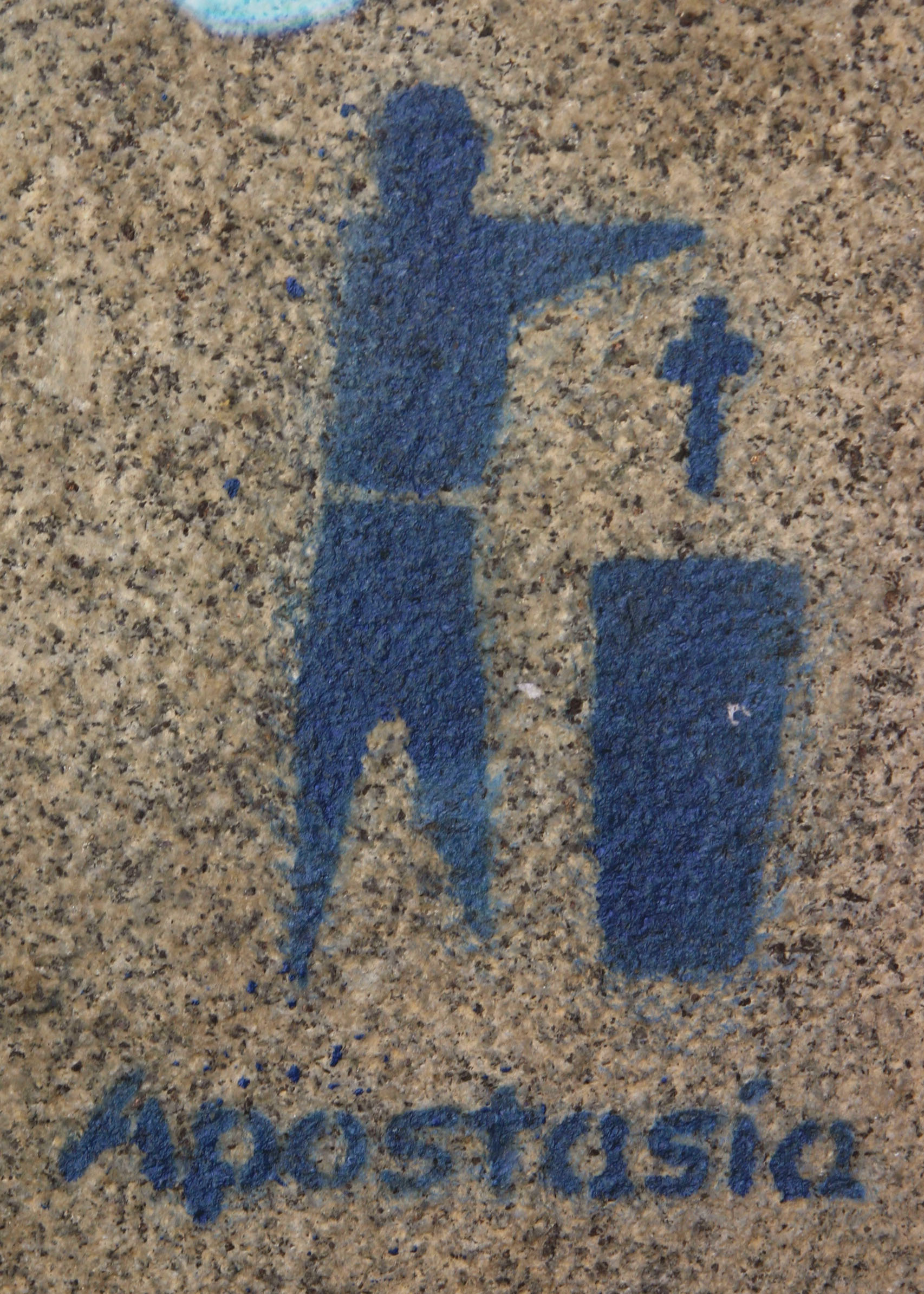
Logotyp för kampanjen för kollektiv apostasi i Spanien med krav på att lämna den katolska kyrkan.

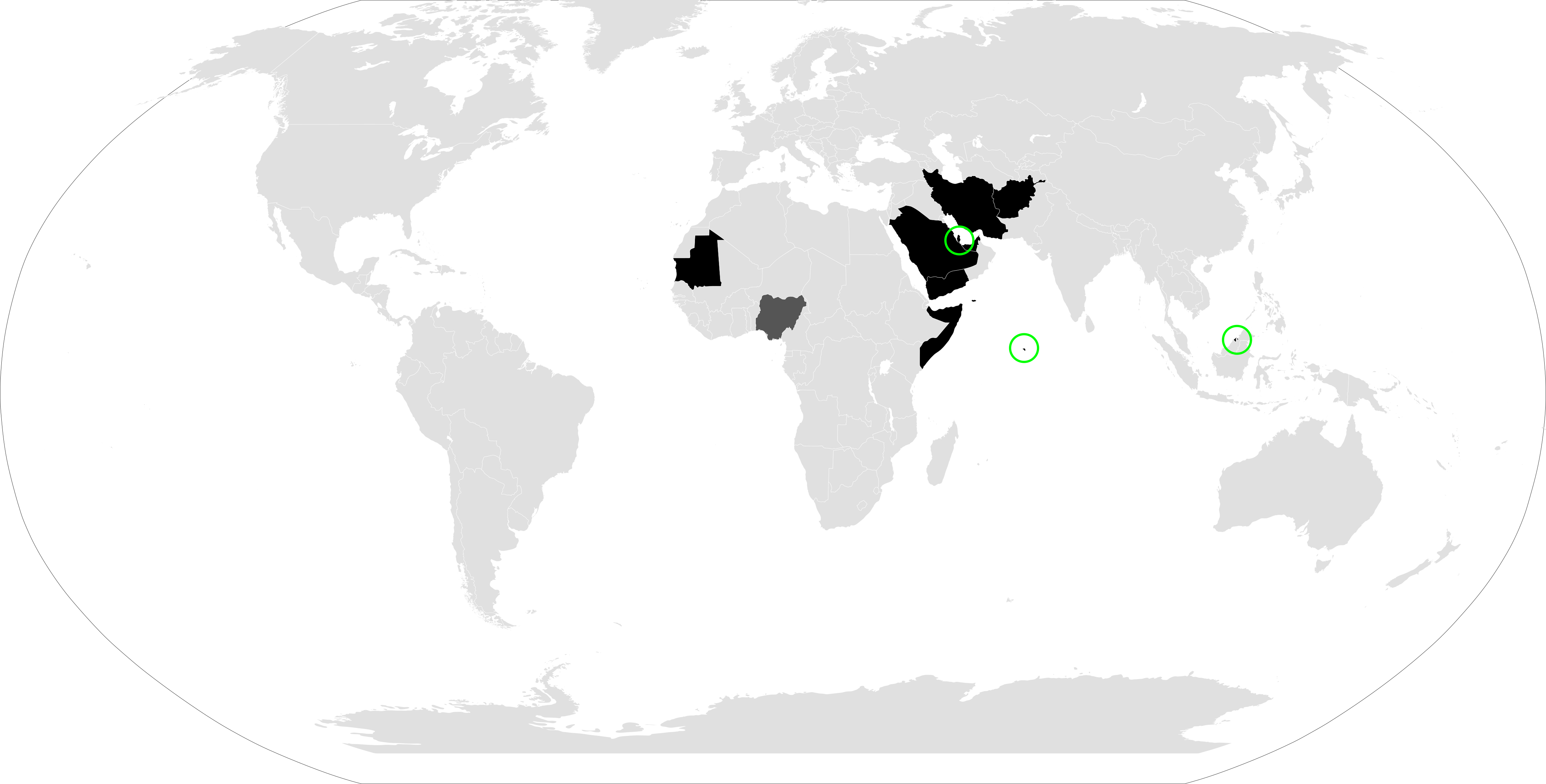
Länder som tillämpar dödsstraff för apostasi.

Apostasi är att avfalla från något, i synnerhet en religion. En avfälling eller apostat är en person som antingen själv slutar bekänna sig till religionen i fråga eller ibland anklagas av en religions, ideologis, samhällsforms eller grupperings företrädare såsom varande "avfälling" i betydelsen "motstridig" eller "hotfull" mot grupperingens gemenskap, system och lära, såsom en dissident.
Apostasisynen har i långa tider funnits inom vissa andliga rörelser och sekter, där de som lämnat rörelsen betraktats som "avfällingar". Bland annat betraktade den andlige och vetenskaplige läraren Pythagoras de som valde att lämna hans skola som "döda" och man lät till och med resa "gravstenar" över dessa, då de ansågs ha övergivit den andliga livsutvecklingens väg. Detta betraktas ofta som en nödvändig del av den andliga disciplinen i en lärjunges förhållande till sin läromästare.

## Apostasi inom kristendomen
Den romerske kejsaren Julianus Apostata (361-363) fick sitt tillnamn för att han konverterade från kristendomen och försökte återinföra den gamla romerska religionen.
Kristendomens strängt särskiljande syn torde ha sina rötter redan i Jesus ord i Bibeln, såsom: "Följ du mig och låt de döda begrava sina döda", i betydelsen att vissa är att betrakta som "levande" och andra som "levande döda" eller "fallna från Guds nåd" enligt den teologiska läran om "syndafallet".
Romersk-katolska kyrkan hade i äldre tider olika medel till buds för den som ansågs ohörsam mot kyrkans förordningar. En påstådd apostat kunde förklaras som bannlyst eller fredlös, vilket innebar ett utestängande från den kyrkliga gemenskapen, därmed från samhället, och ett tillstånd av rättslöshet. Efterhand inleddes även förföljelser av så kallade kättare (från den frikristna gruppen katharer) med inkvisitionsdomstolar, tortyr, så kallade häxprocesser och bränning på bål. 
Judar, muslimer, romer och andra folkslag har under den kristna tiden i Europa lidit omfattande förföljelser och diskriminering såsom "icke bekännare till den sanna kristna tron". Denna mänskliga indelning blev också en drivkraft i europeisk internationell kolonialisering i till exempel "tvångsomvändningsmissioner" av "hedningar" som korstågen eller conquistadorer i Amerika eller "tvångsomvändande" av samer i Norden. Med detta synsätt blev alla som inte bekände sig till den kristna läran "avfällingar", då enligt Bibelns skapelseberättelse alla människor härstammar från Edens trädgård och därmed "avfallit" och "förvildats" efter det. Detta ligger också till grund för den kristna missionsrörelsen med syftet att "insamla de bortsprungna fåren" efter "den gode herdens" bibliska förebild och "frälsa" dessa från "evig fördömelse" i Helvetet på grund av den kollektiva "arvssynden" efter Adams och Evas "syndafall" från Edens lustgård.
Hela den kristna Reformationen i Europa betraktades av katolska kyrkan som en väldig, oacceptabel apostasirörelse, som bland annat ledde till trettioåriga kriget. Även bland de protestantiska rörelserna fortsatte ofta liknande synsätt och fördömanden av de olika rörelserna sinsemellan. I reformatorn Jean Calvins församling i Schweiz sägs knappt ha funnits någon medlem som inte ådömts straff eller fängelse och på genomresa i Genève blev den spanske teologen och läkaren Miguel Serveto av Calvin bränd på bål efter att på värdshuset ha samtalat om sin forskning och fria tankar.
På liknande sätt betraktades i olika protestantiska länder de som avvek från gällande kyrkoordning i trots mot statskyrkan som apostater. I Sverige infördes 1726–1858 det så kallade konventikelplakatet för att stävja den framväxande internationella pietets-, frikyrko- och väckelserörelsen med "läsare" etc, vilket bidrog till att många emigrerade till USA eller andra länder, där frikyrkorörelser accepterades; detta skildras bland annat i Vilhelm Mobergs roman Utvandrarna.  
Jehovas vittnen betraktar dem som väljer att lämna rörelsen som "döda" och kvarvarande medlemmar och släktingar förbjuds att någonsin mer ha kontakt med dessa. Detta gäller personer som låtit döpa sig. Till skillnad från de flesta andra religioner, så föds man inte in i församlingen. Om en person vill döpa sig så kommer hen att gå igenom ett antal frågor vid tre olika tillfällen. Detta för att säkerställa att hen förstått vad det hela går ut på. Många Jehovas Vittnen som blivit uteslutna väljer att komma tillbaks. Dessa personer är åter igen välkomna till församlingen.

## Apostasi inom islam
Verser i Koranen utlovar svåra konsekvenser för den som avsäger sig sin islamiska tro. Haditherna lär ut att de som förnekar islam medför bestraffas med halshuggning, blir bränd på bål, korsfästelse eller utstötning. Enligt vissa traditioner erbjuds apostaten möjligheter att ångra sig. Olika islamiska rättstolkningar är samstämmiga i att utdela dödsstraff (via svärd) för en vuxen man vid sina sinnens fulla bruk som frivilligt avsagt sig sin tro. Därmed tillhör apostasi de gärningar som anses straffbara enligt gudomligt mandat (Hudud). Vissa rättstolkningar föreskriver fängelse istället för dödsstraff för kvinnor. Olika rättstolkningar har olika föreskrifter angående vad som händer med apostatens egendom efter dödsstraff eller exil, men de är samstämmiga i att ett äktenskap med en apostat förklaras ogiltigt.
Acceptansen för sharialagens dödsstraff för apostasi varierar mellan muslimska grupper. Bland sydosteuropas sharia-anhängare i Bosnien-Hercegovina, Kosovo och Albanien anser 10% att apostasi bör bestraffas med döden, medan 75% av shariaanhängare i Afghanistan och Pakistan anser att apostater ska få dödsstraff.

### Apostasirörelser
År 2007 grundades i London den humanistiskt-sekulärt inriktade föreningen Council of Ex-Muslims in Britain till stöd för apostater som fruktar för sina liv. De stödjer omkring 350 personer om året med att kunna lämna islam, varav majoriteten mottagit dödshot ifrån islamister eller sina egna familjer. Den exakta omfattningen och kunskapen om apostasi är okänd i Storbritanniens akademiska värld, eftersom ingen sociologisk studie har belyst fenomenet.På detta vis skiljer sig ex-muslimer som marginaliserad grupp markant ifrån till exempel gayrörelsen, där homosexuella erhållit stöd ifrån andra progressiva rörelser. Efterhand har liknande nationella stödföreningar bildats i ett flertal länder runt om i världen, däribland Centralrådet för ex-muslimer i Skandinavien.